# Benagil

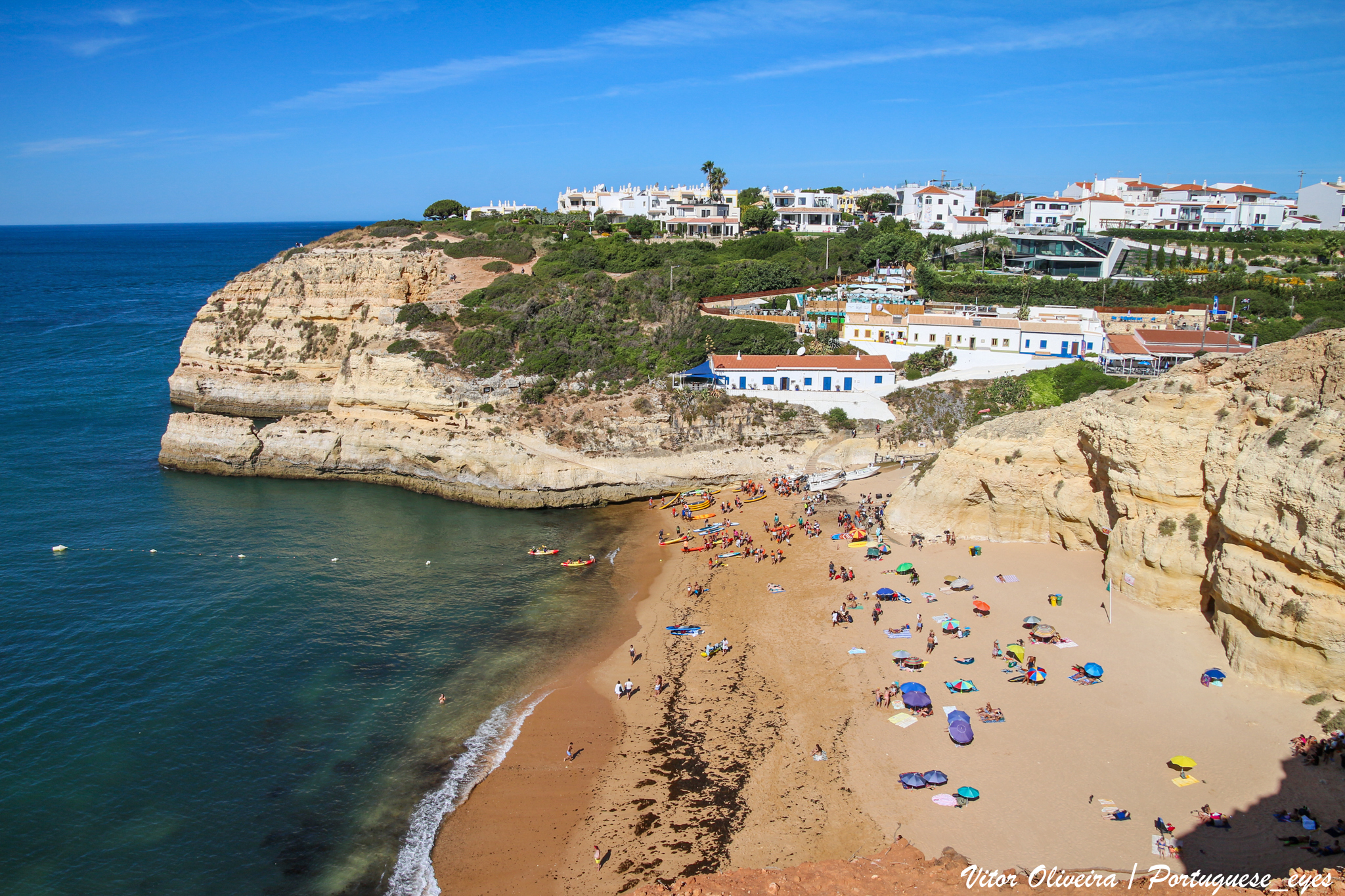
Le village de Benagil et sa plage

Benagil est un petit village appartenant à la paroisse civile de Lagoa et Carvoeiro, municipalité de Lagoa, dans la région de Algarve au Portugal
Le village est situé dans une vallée encadrée par des falaises calcaires aboutissant à une petite plage, la plage de Benagil (Praia de Benagil), très fréquentée l'été.
La présence de quelques barques de pêche sur la plage conférait au village un aspect traditionnel, par rapport à d'autres stations balnéaires très urbanisées de cette partie du littoral de l'Algarve.
Jusqu'à la fin du XXe siècle, l'économie du village était basée sur la pêche dans l'océan mais maintenant c'est essentiellement une zone touristique avec une utilisation large de la plage de Benagil.
Jouxtant les grottes de Benagil, la plage est en l'un des points de départ de bateaux proposant leur visite.
La grotte de Benagil est en effet la plus réputée de toutes les grottes maritimes du Portugal.
.
Comme la plupart des grottes le long de la côte de l'Algarve, la grotte de Benagil a été érodée horizontalement par l'action de la mer. Ce qui rend la grotte de Benagil tellement unique, c'est qu'une partie du plafond s'est également effondrée à cause de l'érosion. En conséquence, la lumière du soleil tombe dans la grotte et illumine la grotte comme la plage qu'elle cache.

La grotte de Benagil peut être visitée mais uniquement depuis la mer. Des excursions en bateau traversent cette grotte toute la journée mais leurs passagers ne sont pas autorisés à débarquer. Les visiteurs qui arrivent en kayak ou en SUP peuvent bien s'arrêter à l'intérieur et accéder à la plage cachée.

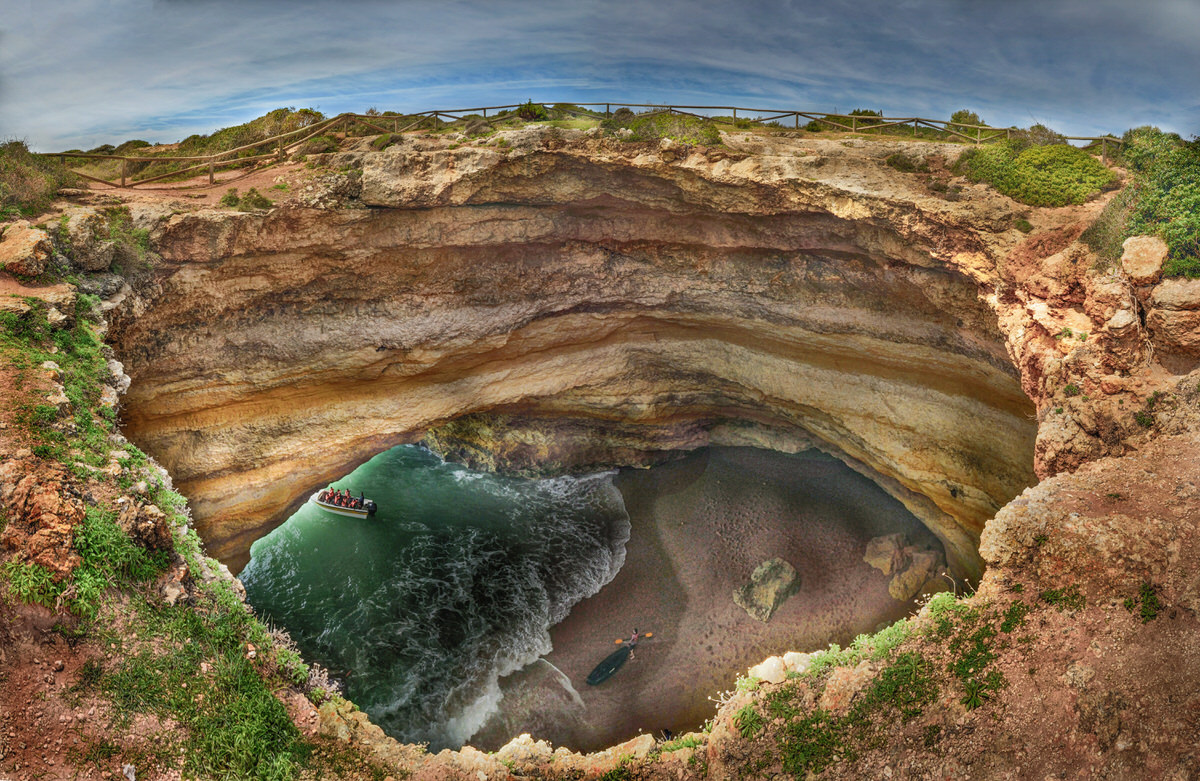
Vue du dessus de la grotte de Benagil

Elle est proche de la plage de Marinha (Praia da Marinha).